# Liste von Sakralbauten in Basel

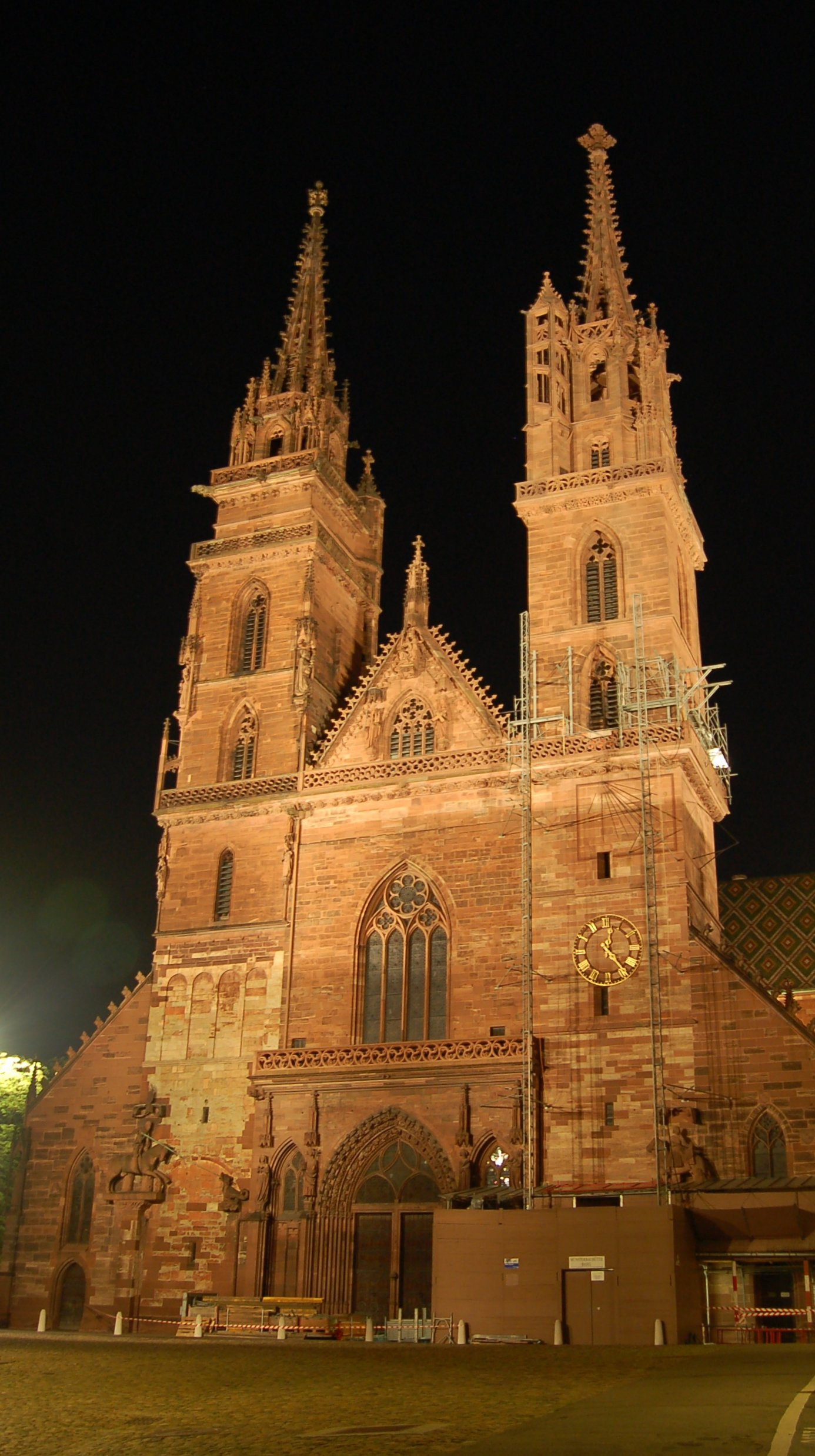
Basler Münster

In dieser Liste werden die sakralen (kirchlichen) Bauten der Stadt Basel, der Kantone Basel-Stadt und Basel-Landschaft aufgelistet. Daneben finden hier die mit der Basler Geschichte und mit Basel verbunden kirchlichen Bauten der näheren Umgebung Platz.
Neben dem Münsterplatz und dem Barfüsserplatz, die zu den grossen Basler Plätzen gehören, sind vier historische Kirchplätze amtlich benannt: Martinskirchplatz, Leonhardskirchplatz, Peterskirchplatz und Theodorskirchplatz. Sie dienten bis ins 19. Jahrhundert als Friedhöfe des jeweiligen Kirchenbaus und gehören heute zu den kleineren städtebaulichen Zentren der Basler Altstadt. Offizielle Erwähnungen (aber bisher ohne amtliche Benennung) sind zudem für den Matthäuskirchplatz und den Pauluskirchplatz belegt.

## Basel

### Christen

#### Reformiert
- Basler Münster am Münsterplatz
- Pfarrkirche Kleinhüningen
- Elisabethenkirche (Basel)
- Gellertkirche (Basel)
- Johanneskirche (Basel)

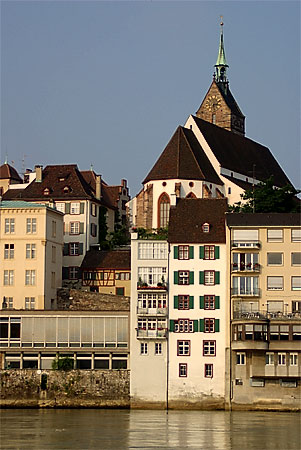
Martinskirche am Rheinsprung

- Leonhardskirche (Basel) am Leonhardskirchplatz (bis 1825 als Friedhof genutzt)
- Zwinglihaus (Basel)
- Markuskirche (Basel)
- Martinskirche (Basel) am Martinskirchplatz (bis 1851 als Friedhof genutzt)
- Matthäuskirche (Basel)
- Oekolampad-Kirche
- Pauluskirche (Basel) (ab 2021 profaniert und Umnutzung zu Kulturzentrum)
- Peterskirche (Basel) am Peterskirchplatz (bis 1836 als Friedhof genutzt)
- St.-Alban-Kirche (Basel) (an die Serbisch-Orthodoxe Kirche vermietet)
- St. Jakobskirche (Basel)
- Stephanuskirche (Basel)
- Theodorskirche (Basel) am Theodorskirchplatz (bis 1830 als Friedhof genutzt)
- Thomaskirche (Basel)
- Tituskirche (Basel)

#### Römisch-katholisch

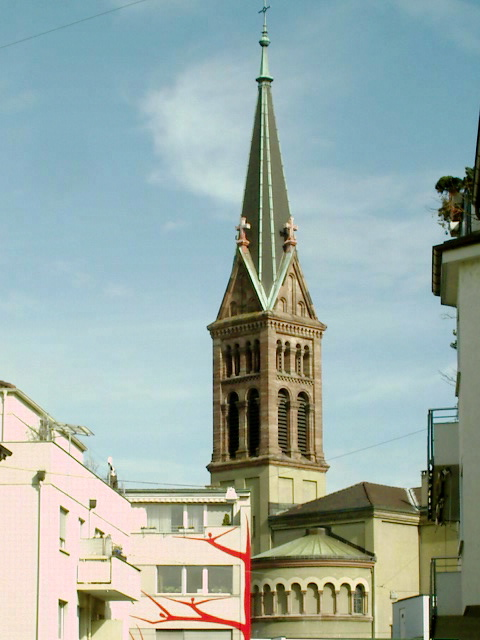
Kirchturm und Chor der Marienkirche

- Allerheiligen (Basel)
- Antoniuskirche (Basel)
- Bruder Klaus (Basel)
- Chiesa di San Pio X
- St. Christophorus (Basel)
- St. Clara (Basel)
- Église du Sacré-Cœur
- Heiliggeist (Basel)
- St. Joseph (Basel)
- St. Marien (Basel)
- St. Michael (Basel)

#### Christkatholisch
- Predigerkirche (Basel)

#### Neuapostolisch
- Neuapostolische Gemeinde Grossbasel
- Neuapostolische Gemeinde Kleinbasel

#### Profaniert, anderes
- Kapelle der apostolischen Gemeinde (ungenutzt)

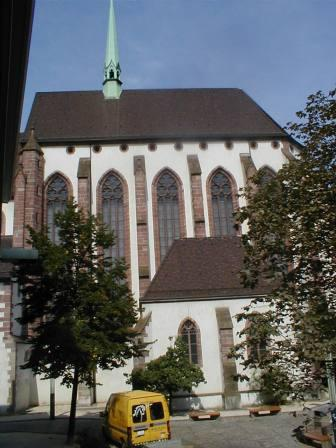
Chor der Barfüsserkirche

- Barfüsserkirche (Museum) am Barfüsserplatz
- Don Bosco (Basel) (derzeit Probenhaus der Basler Sinfonietta)
- Erste Kirche Christi, Wissenschafter (Basel) (derzeit Probenhaus für das Basler Sinfonieorchester)
- Kloster St. Alban
- Klosterkirche und Kloster Klingental
- Kirche und Kloster Kartause St. Margarethental[3][4]

### Juden
- Basler Synagoge

## Riehen/Bettingen
- Andreashaus (reformiert)
- Chrischona-Kirche Bettingen (reformiert)
- Dorfkirche Riehen (reformiert)
- Franziskuskirche (Riehen) (röm.-kath.)
- Kapelle Bettingen (reformiert)
- Kirchlein Bettingen (reformiert)
- Kornfeldkirche (Riehen) (reformiert)